# بخش مرکزی (پاراگوئه)
بخش مرکزی (پاراگوئه) (به اسپانیایی: Departamento Central) یک منطقهٔ مسکونی در پاراگوئه است. بخش مرکزی ۲٬۴۶۵ کیلومتر مربع مساحت و ۱٬۹۲۹٬۸۳۴ نفر جمعیت دارد.